# Frans Wittemans
Frans Jean Herman Wittemans (Antwerpen, 22 januari 1872 - Berchem, 4 april 1963) (volgens geboorteakte: Franciscus Joannes Hermanus Wittemans) was een Belgisch advocaat en politicus voor de BWP en vervolgens de Liberale Partij.

## Levensloop
Hij promoveerde tot doctor in de rechten (1893) en werd advocaat in Antwerpen. In 1900 was hij archivaris van de Conférence du Jeune Barreau in Antwerpen. 
Tijdens de Eerste Wereldoorlog verbleef hij in Nederland. In 1920 werd hij senator voor de Belgische Werkliedenpartij en vervulde dit mandaat tot in 1925. Later kwam hij nog op voor de Liberale Partij, maar werd hier niet verkozen.
Hij werd bekend als rozenkruiser, theosoof, martinist en vrijmetselaar. Hij was ook vicevoorzitter van het consistorie van de Antwerpse Protestantse Kerk.
Hij kan worden beschouwd als een belangrijke schakel tussen de esoterische bewegingen van de 19e eeuw en die van de 20e eeuw. Wittemans had de Franse occultist Papus nog gekend. Op verzoek van dr. Annie Besant richtte hij in 1913 de Universele Liga voor de Universele Vrede op. Hij betreurde dat deze liga de Eerste Wereldoorlog niet heeft kunnen verhinderen. Annie Besant en George Arundale introduceerden hem in drie bewegingen:
- De Orde van de Ster van het Oosten.
- De Broederschap van de Mysteriën van God (opgericht door de geestelijken Scott, Moncrief en Pigeott).
- De Orde van de Tempel van het Rozenkruis (opgericht door Annie Besant, mevr. Russak en Mgr. James Ingall Wedgwood, voorzittend bisschop van de Vrij-Katholieke Kerk).

Daarnaast was Wittemans lid van of actief in onder meer:
- de Arcane School;
- de Theosofische Vereniging, waar hij voorzitter was van de Branche Persévérance;
- de Vrije Stergemeenschap;
- het Rozenkruisersgenootschap, vooral bekend onder de Engelse benaming (Rosicrucian Fellowship van Max Heindel).

Wittemans was eveneens een persoonlijke vriend van Jiddu Krishnamurti en begeleidde deze op lezingentournees.
Hij was de initiatiefnemer van de Spirituele Wereldcongressen vanaf 1946.
Hij was ook een der architecten van de F.U.D.O.S.I., waar hij op de achtergrond bleef, maar onder andere er voor bemiddelde dat Harvey Spencer Lewis en zijn beweging AMORC werden erkend. Wittemans introduceerde eveneens Alice Bailey in België en organiseerde een reeks lezingen voor haar.

## Publicaties
- Thémis à vélo. Causerie cyclo-juridique, Brussel, Larcier, 1898.
- Geschiedenis der Rozenkruisers, 1919.
- Geschiedenis van de Orde der Rozenkruisers, Den Haag, 1922.
- Maran Atha, 1924.
- Histoire des Rose-Croix, 1925.
- Krishnamurti et l’Idée Religieuse, 1930.
- Levenszangen (gedichten), 1932.
- Les Jésuites, leur organisation et leur histoire, Action Rationaliste Belge n°2, 1932
- Wederzijdsche rechten en plichten der echtelieden, Antwerpen, 1933.
- Marnix van Sinte Aldegonde, Minister van Willem van Oranje, Antwerpen, 1934.
- Tegenwoordige Geestelijke Stroomingen (overdruk uit "Eenheid"?).
- A new and authentic history of the Rosicrucians, Chicago, 1938.
- Christus door den occultist beschouwd, overdruk uit "Eenheid", 1939.
- Levensdiepte (gedichten), Brussel, 1942.
- Voorwoord voor Van Toorenenbergen: Marnixiana anonyma, 1940.
- Vele artikelen in het Frans in onder andere "l'Initiation" en "La Vie Nouvelle".
- Artikelen in het Nederlands in "Eenheid".